# Tale from a long forgotten kingdom
Tale from a long forgotten kingdom is een studioalbum van Gandalf. Het thema is esoterisch van aard. Een volk raakte in het verleden los van hun paradijs en raakte vervolgens in verval. Vele jaren later wijst een tovenaar hun op hun origine, waarna het volk weer op zoek gaat van wat ooit hun paradijs en bestemming was. Het album is opgenomen in Gandalfs eigen geluidsstudio "Electric Mind".

## Musici
- Gandalf – Yamaha DX-7, Roland JX-3P, Korg Trident polyphonic synthesizer, minimoog, mellotron, akoestische gitaren (zes- en twaalfsnarig), Roland vocoder, elektrische gitaar, basgitaar, Hammond drummachine, Korg analogsequencer, piano tempura, gongs en percussie
- Pippa Armstrong – zang op Garden of illusions

## Muziek
| Nr. | Titel                             | Duur |
| --- | --------------------------------- | ---- |
| 1.  | Forgotten kingdom (part 1)        | 3:43 |
| 2.  | Forgotten kingdom (part 2)        | 3:18 |
| 3.  | Garden of illusions (part 1)      | 3:05 |
| 4.  | Garden of illusions (part 2)      | 5:55 |
| 5.  | Garden of illusions (part 3)      | 4:28 |
| 6.  | The sacred esoteric formula       | 4;16 |
| 7.  | The Nawan Path                    | 8:19 |
| 8.  | On the peacock’s wing             | 4:06 |
| 9.  | The river of realization (part 1) | 3:48 |
| 10. | The river of realization (part 2) | 2:11 |
| 11. | Back home                         | 6:49 |

Het thema van de muziek van Back home betekent tevens de teruggang naar de muziek van het begin van het album.